# Sedum stenophyllum
Sedum stenophyllum är en fetbladsväxtart som beskrevs av Fröderstr.. Sedum stenophyllum ingår i Fetknoppssläktet som ingår i familjen fetbladsväxter. Inga underarter finns listade i Catalogue of Life.